# Colline de Chaillot
Colline de Chaillot ist der Name eines Hügels auf der Rive Droite (rechtes Ufer) der Seine im 16. Arrondissements von Paris.
Auf der Kuppe, die im Zuge der Haussmannschen Stadtsanierung um mehrere Meter abgetragen wurde, steht seit 1937 das Palais de Chaillot, in dem heute die École de Chaillot, das Théâtre national de Chaillot, das Musée national de la Marine und die Cité de l’architecture et du patrimoine untergebracht sind. 

## Geschichte
Colline de Chaillot gehörte zum Dorf Chaillot. Erste Erwähnung fand das Dorf im 11. Jahrhundert. Im Mittelalter waren die Hänge des Chaillothügels eines der Anbaugebiete so genannter französischer Weine – das heißt, der Weine aus der Île de France – die, so wie die benachbarten Gebiete von Suresnes und Argenteuil, Produkte äußerst unterschiedlicher Qualität nach Paris lieferten. 